# Kayumarth
Kayumarth o Gayumarth fou un efímer sultà de Delhi el 1290, fill de Muïzz-ad-Din Qaiqabad.
Quan el seu pare va quedar afectat de paràlisi, els emirs van posar al tron a Kayumarth, que tenia només tres anys. El seu regent Firuz Xah Khalji no va tardar a destronar-lo i es va proclamar sultà fundant la dinastia khalji. La seva sort és desconeguda.